# Bradford County (Florida)
Das Bradford County ist ein County im Bundesstaat Florida der Vereinigten Staaten. Der Verwaltungssitz (County Seat) ist Starke.

## Geographie
Das County hat eine Fläche von 777 Quadratkilometern, wovon 18 Quadratkilometer Wasserfläche sind. Es grenzt im Uhrzeigersinn an folgende Countys: Duval County, Clay County, Alachua County, Union County und Baker County.

## Geschichte
Das County wurde am 21. Dezember 1858 als „New River County“ aus Teilen des Columbia County gebildet und am 6. Dezember 1861 in Bradford County umbenannt. Benannt wurde es nach dem konföderierten Captain Richard Bradford, der im Amerikanischen Bürgerkrieg gekämpft hatte und bei der Schlacht auf „Santa Rosa Island“ fiel.

## Demografische Daten
Nach der Volkszählung im Jahr 2010 lebten im Bradford County 28.520 Menschen in 11.011 Haushalten. Die Bevölkerungsdichte betrug 37,6 Einwohner pro Quadratkilometer. Ethnisch betrachtet setzte sich die Bevölkerung zusammen aus 76,4 % Weißen, 20,4 % Afroamerikanern, 0,3 % Indianern und 0,5 % Asian Americans. 0,7 % waren Angehörige anderer Ethnien und 1,6 % verschiedener Ethnien. 3,6 % der Bevölkerung bestand aus Hispanics oder Latinos.
Im Jahr 2010 lebten in 31,8 % aller Haushalte Kinder unter 18 Jahren sowie 30,4 % aller Haushalte Personen mit mindestens 65 Jahren. 69,4 % der Haushalte waren Familienhaushalte (bestehend aus verheirateten Paaren mit oder ohne Nachkommen bzw. einem Elternteil mit Nachkomme). Die durchschnittliche Größe eines Haushalts lag bei 2,53 Personen und die durchschnittliche Familiengröße bei 2,99 Personen.
21,8 % der Bevölkerung waren jünger als 20 Jahre, 28,6 % waren 20 bis 39 Jahre alt, 29,3 % waren 40 bis 59 Jahre alt und 20,1 % waren mindestens 60 Jahre alt. Das mittlere Alter betrug 40 Jahre. 56,1 % der Bevölkerung waren männlich und 43,9 % weiblich.
Das jährliche Durchschnittseinkommen eines Haushalts betrug 39.082 USD, dabei lebten 20,1 % der Bevölkerung unter der Armutsgrenze.
Im Jahr 2010 war englisch die Muttersprache von 96,95 % der Bevölkerung, spanisch sprachen 2,11 % und 0,94 % hatten eine andere Muttersprache.

## Weiterführende Bildungseinrichtungen
- Santa Fe Community College in Starke

## Kultur und Sehenswürdigkeiten

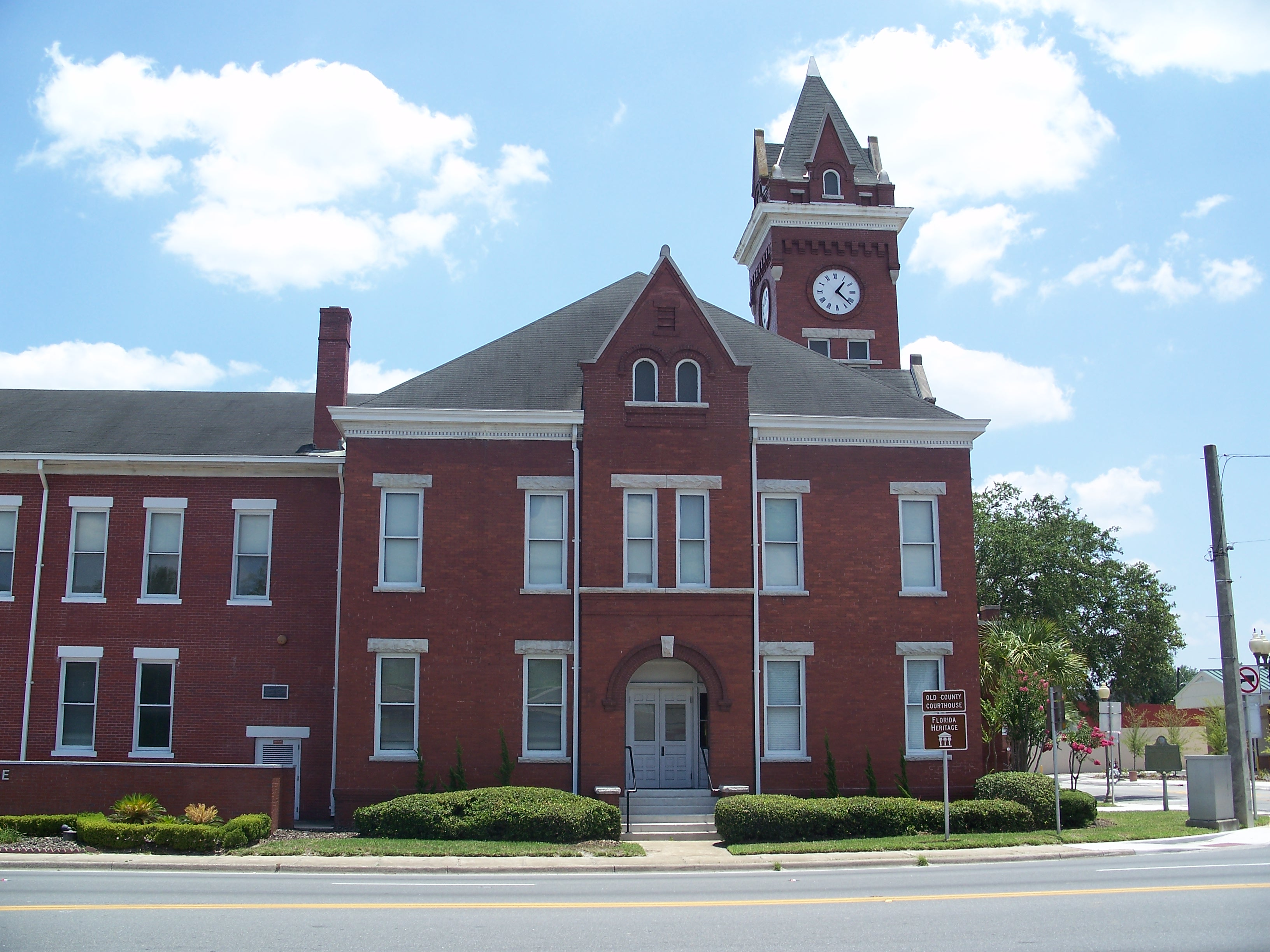
Old Bradford County Courthouse (2007). Das ehemalige Courthouse des County wurde im Jahr 1902 im Stile der Neuromanik errichtet und dient seit 1976 dem Santa Fe College als Gebäude. Im Dezember 1974 wurde es als erstes Objekt im County in das NRHP eingetragen.

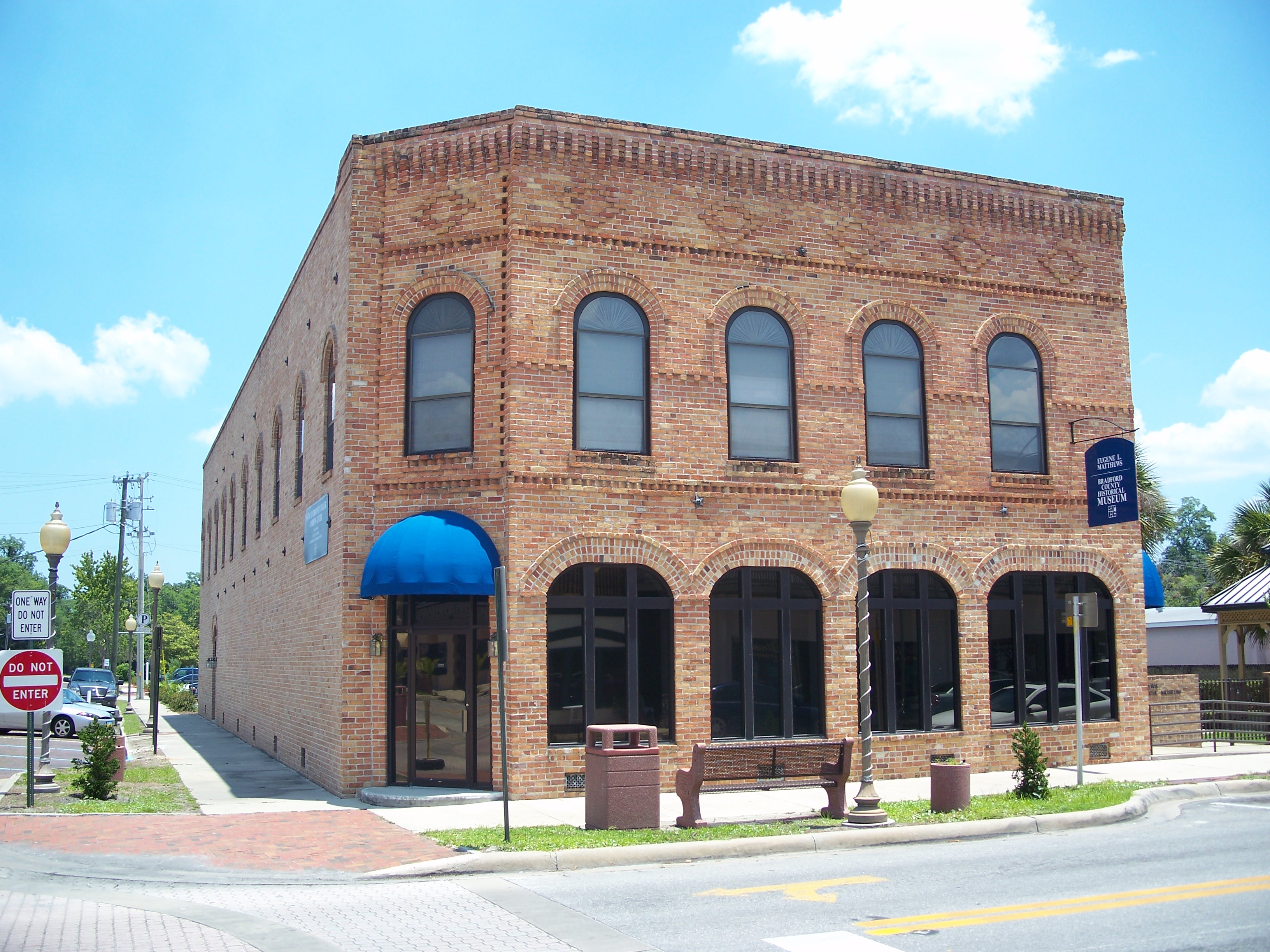
Bradford County Historical Museum im Call Street Historic District (2007). Dieser historische Bezirk liegt in Starke und enthält mehr als 20 Gebäude. Im Dezember 1985 wurde das Areal in das NRHP eingetragen.

Drei Bauwerke und historische Bezirke (Historic Districts) im Bradford County sind im National Register of Historic Places („Nationales Verzeichnis historischer Orte“; NRHP) eingetragen (Stand 14. Januar 2023), der Call Street Historic District, das Old Bradford County Courthouse und der Woman’s Club of Starke.

## Orte im Bradford County
Orte im Bradford County mit Einwohnerzahlen der Volkszählung von 2010:
Cities:
- Hampton – 500 Einwohner
- Lawtey – 730 Einwohner
- Starke (County Seat) – 5.449 Einwohner

Town:
- Brooker – 338 Einwohner